# Doelpunt

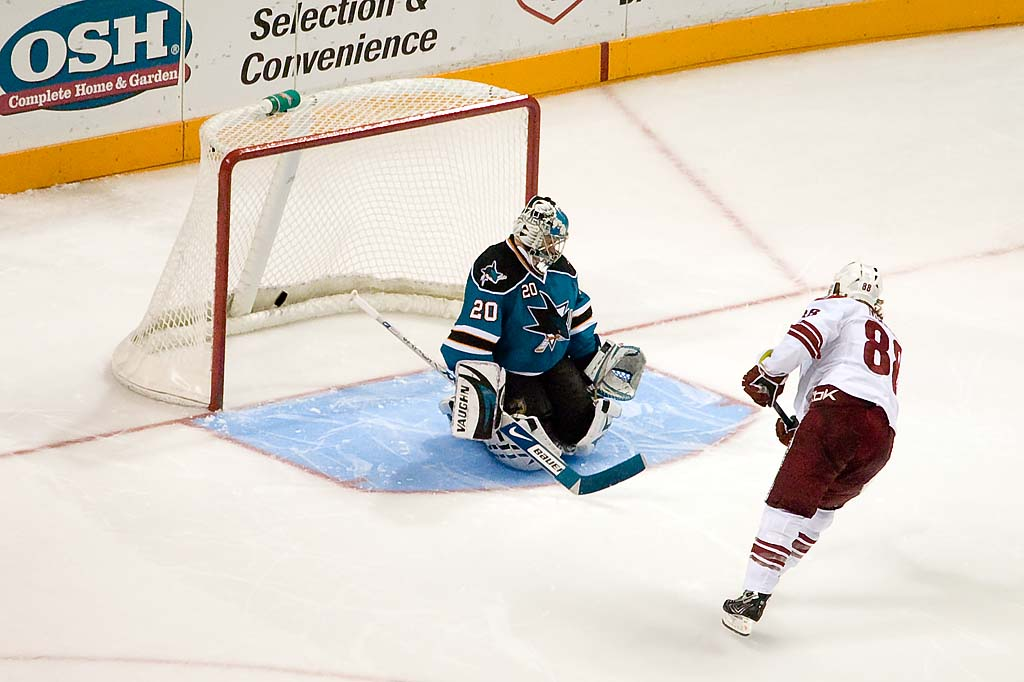
Doelpunt bij ijshockey

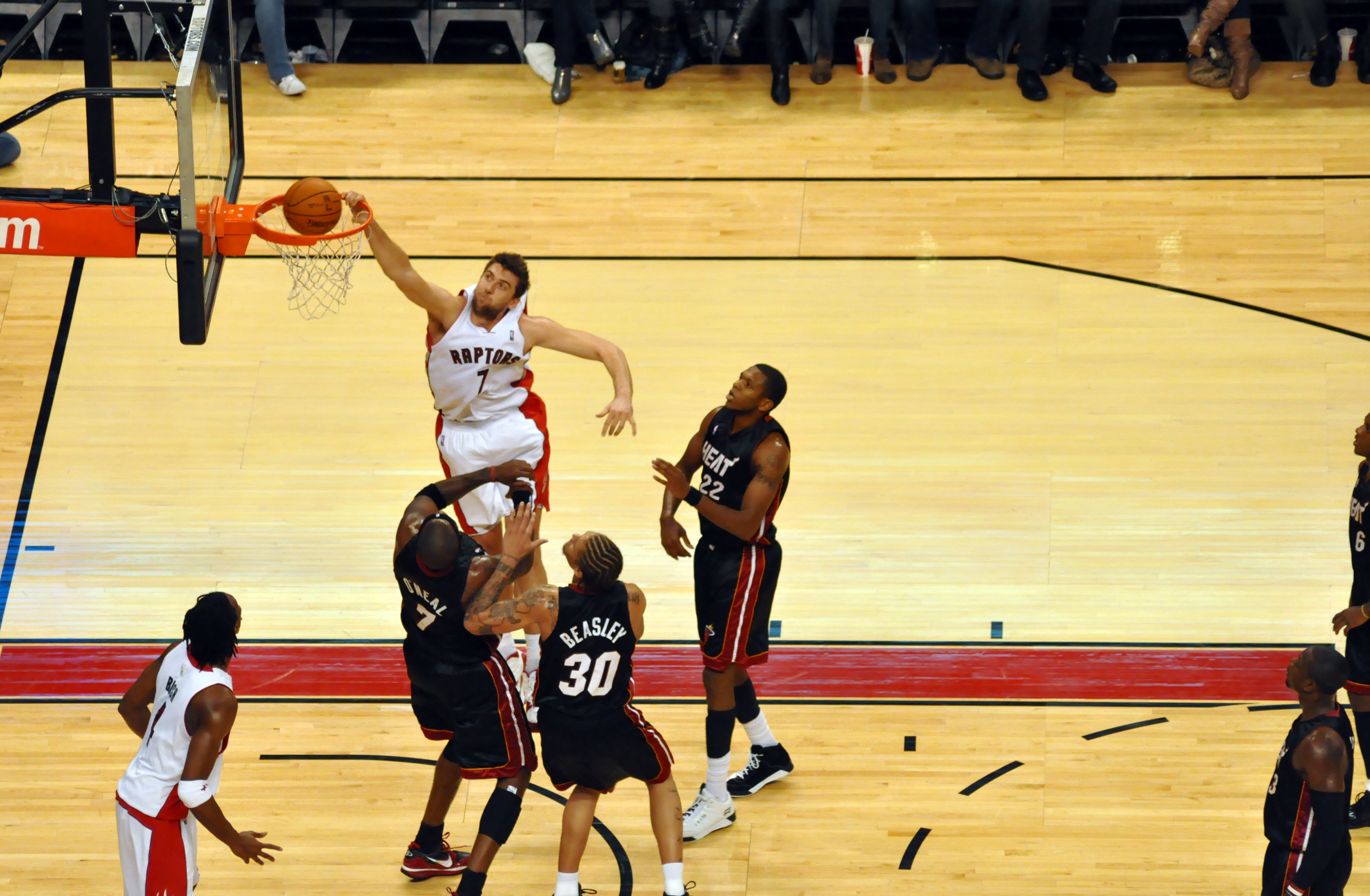
Doelpunt bij Basketbal

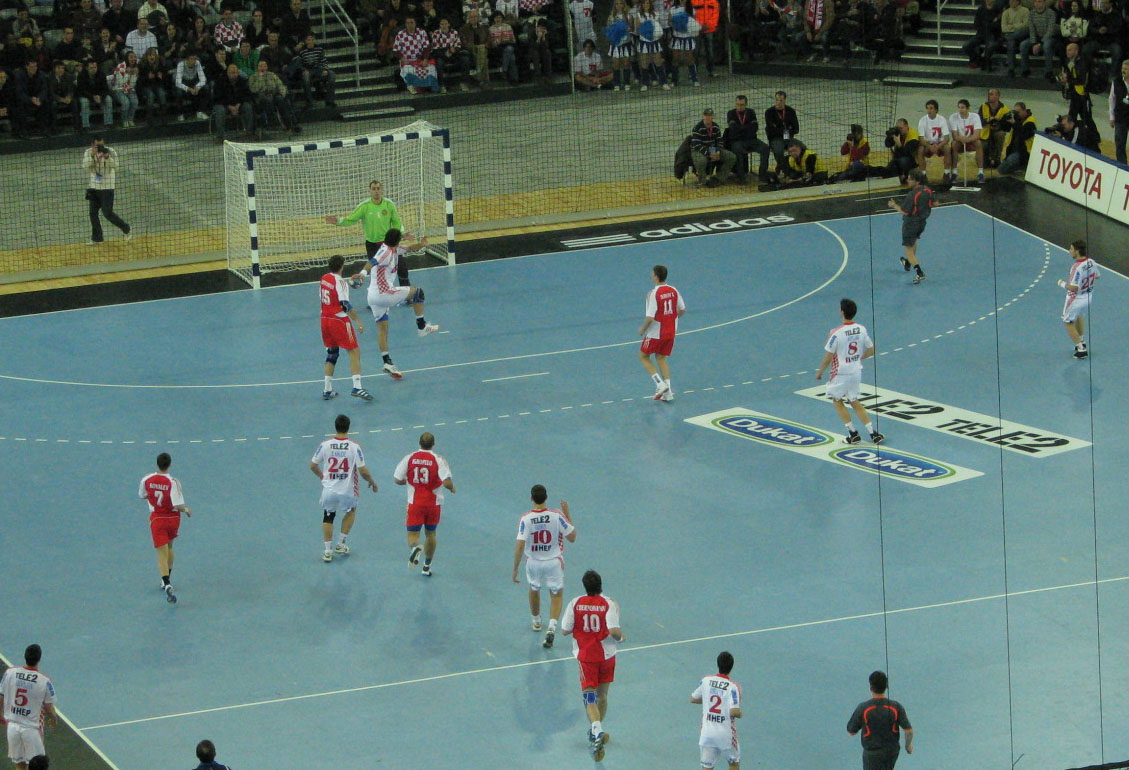
Doelpunt bij Handbal

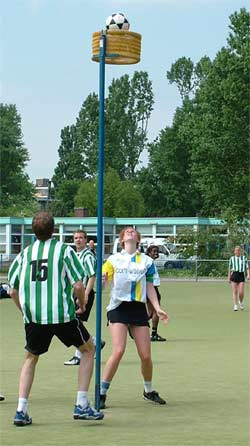
Doelpunt bij Korfbal

In een sportwedstrijd wordt een doelpunt gemaakt wanneer de bal of ander voorwerp waarmee gespeeld wordt, over de doellijn van de tegenstander gaat. De scheidsrechter moet dan wel het doelpunt goedkeuren. Bij de meeste sporten wordt dan 1 punt opgeteld bij de score van het team dat het doelpunt gemaakt heeft. Bij sporten zoals basketbal krijgt een ploeg twee punten voor een doelpunt, maar soms ook één of drie. Andere woorden voor doelpunt zijn goal en treffer.
Doelpunten zijn vaak een bron van discussies.  De definitie zegt namelijk dat de bal of puck de lijn geheel gepasseerd moet zijn. Deze regel is niet algeheel bekend.

## Bijzondere doelpunten

### Voetbal
- Een van de beroemdste doelpunten is gemaakt door Diego Maradona in de wedstrijd van Argentinië tegen Engeland in 1986. Deze Hand-van-God-goal werd gemaakt met de hand (hands), hetgeen niet toegestaan is in voetbal.

- In 2002 konden voetbalfans bij een online-verkiezing door de FIFA het doelpunt van de eeuw tijdens een wereldkampioenschap kiezen. Winnaar werd het doelpunt van Maradona waarin hij in dezelfde wedstrijd tegen Engeland vanaf de eigen helft met zijn slepende bewegingen de Engelse verdedigers omzeilde en scoorde.[1]

## American Football, Canadian Football en Rugby
Bij het American Football, Canadian Football en Rugby kan er op twee manieren een doelpunt worden gemaakt. Eerst moet de bal in de end zone of in het trygebied terechtkomen, voordat er tussen de palen geschopt mag worden. Een touchdown en een try zijn ook vormen van een doelpunt.